# Westfield London

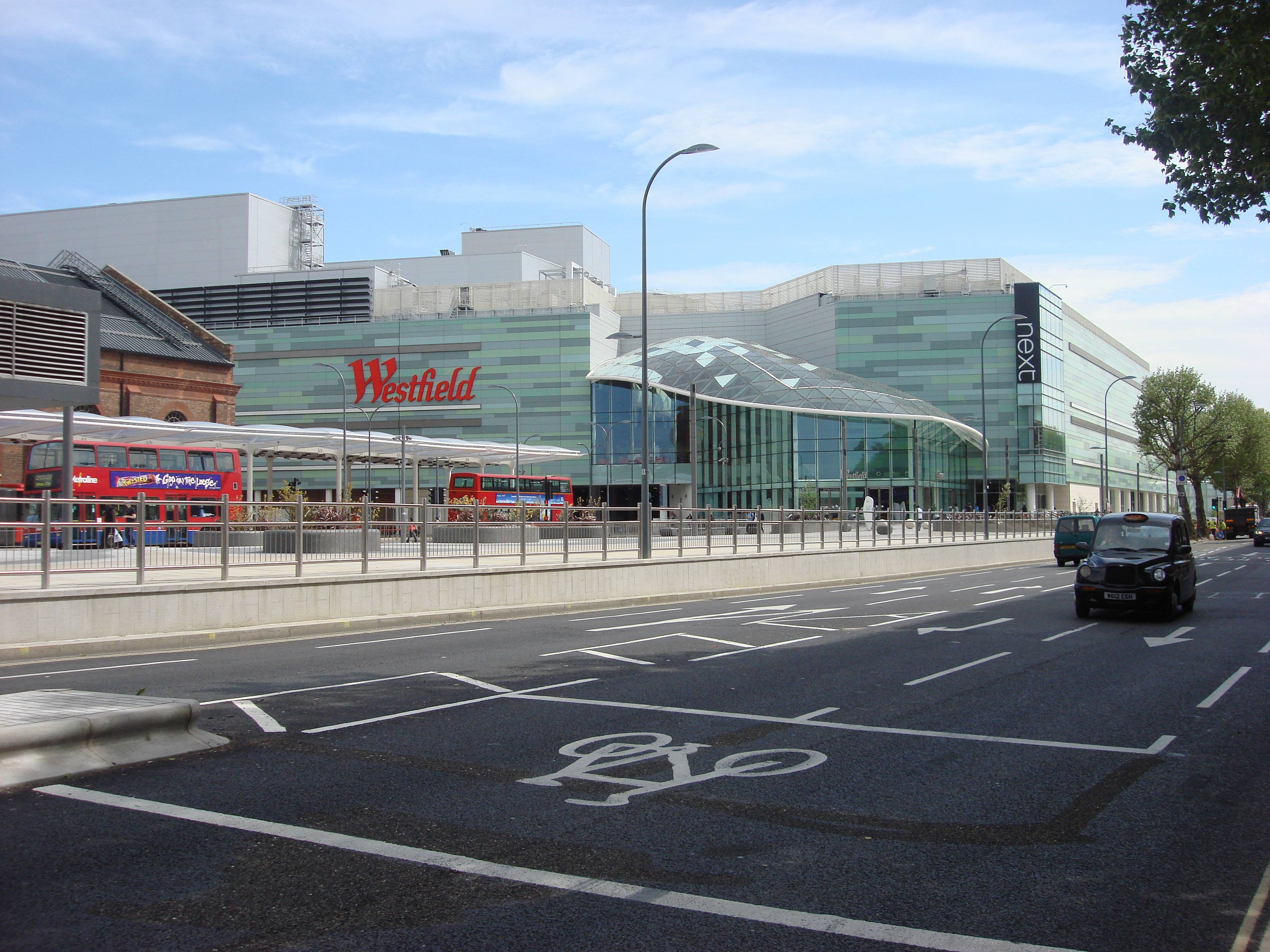

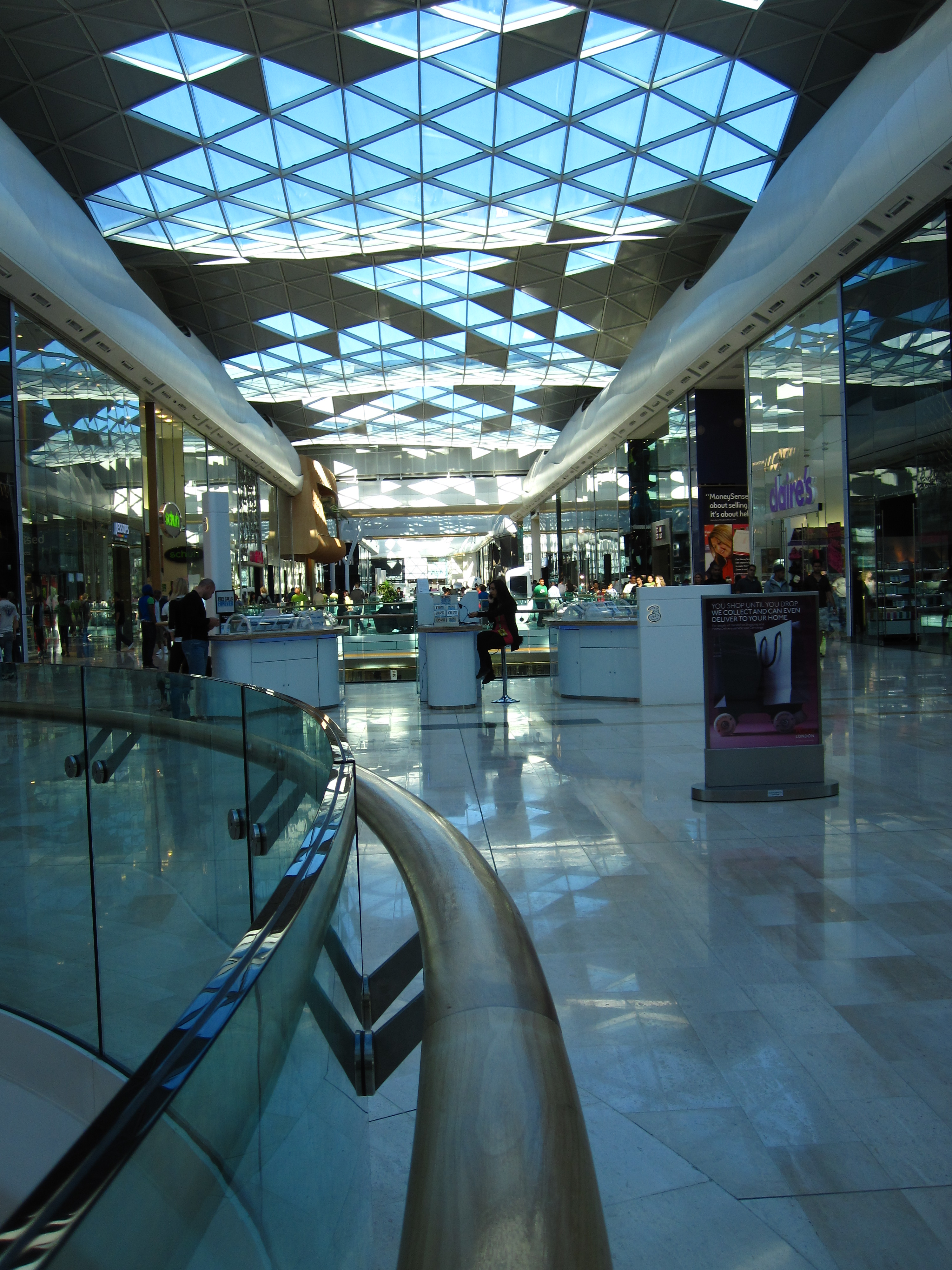
Interiorul Westfield, Londra

Westfield London este un centru comercial din Londra, Marea Britanie.
Cu o suprafață de 150.000 mp, desfășurată pe cinci niveluri și o investiție estimată la 1,87 miliarde de euro, Westfield London este cel mai mare mall din Londra, fiind deținut de Westfield Group.
Proiectul a fost deschis în toamna anului 2008 și are peste 280 de magazine, 47 de restaurante, 14 săli de cinema și 4.500 locuri de parcare, fiind amplasat în vestul Londrei.
Printre chiriașii centrului comercial se numără: H&M, Debenhams, Next, Marks and Spencer, House of Fraser, Waitrose, Bershka, Burberry, Desigual, Hugo Boss, Jaeger, Louis Vuitton, Prada, Zara, Apple, care a deschis în Westfield cel mai mare magazin al său la nivel global, Deichmann, Calvin Klein Jeans și Lacoste.

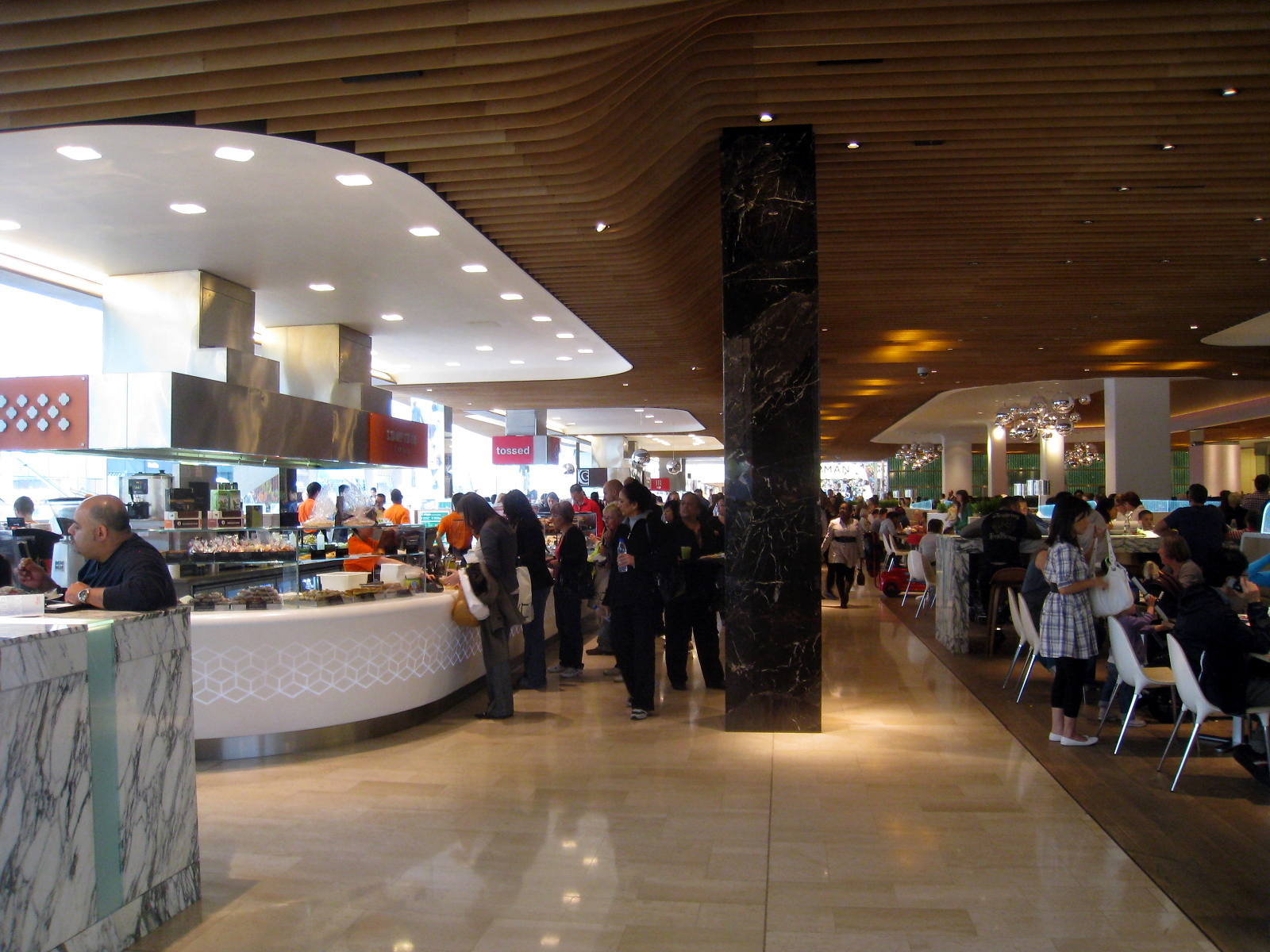
Food Court
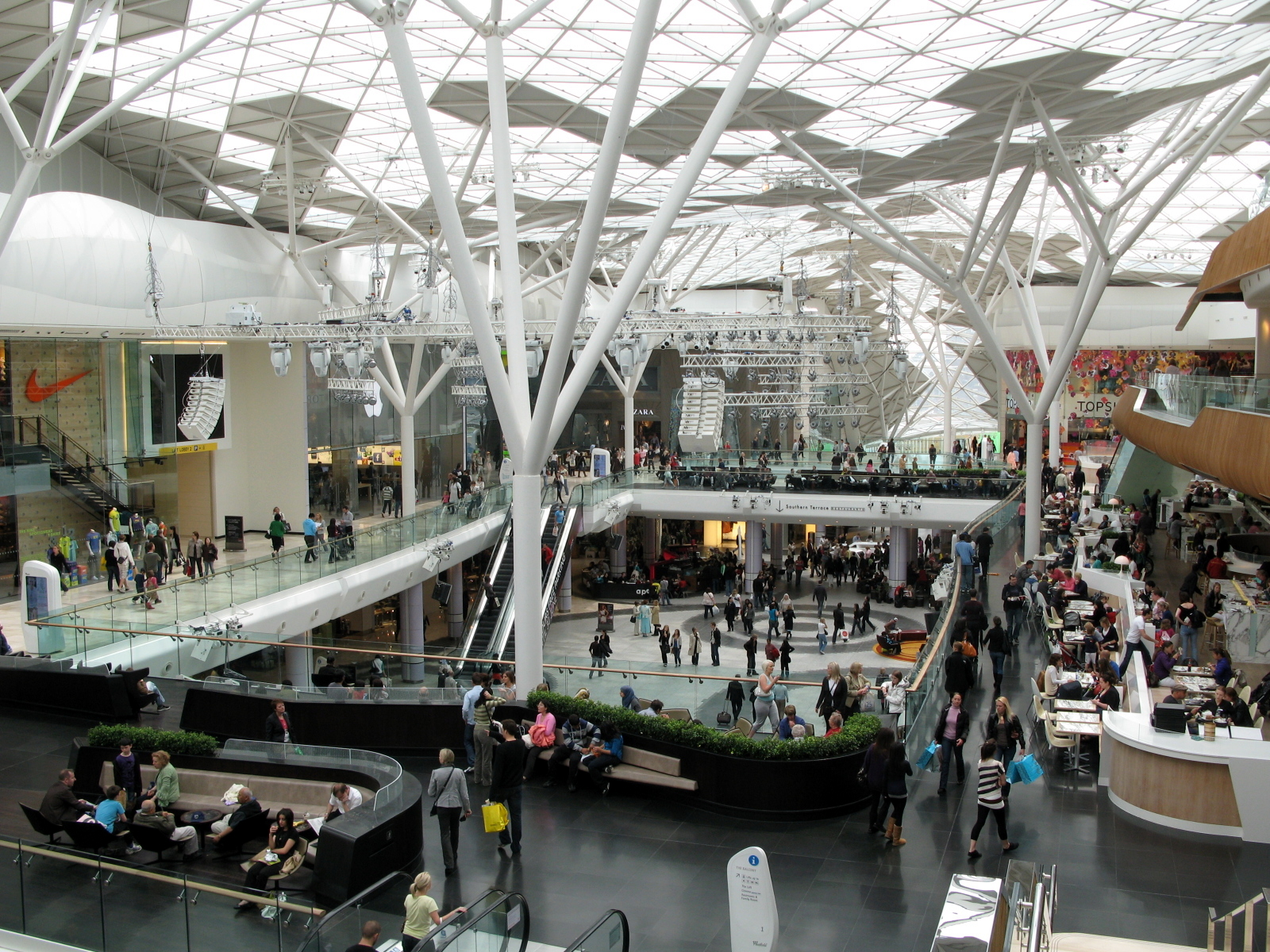
Main Atrium
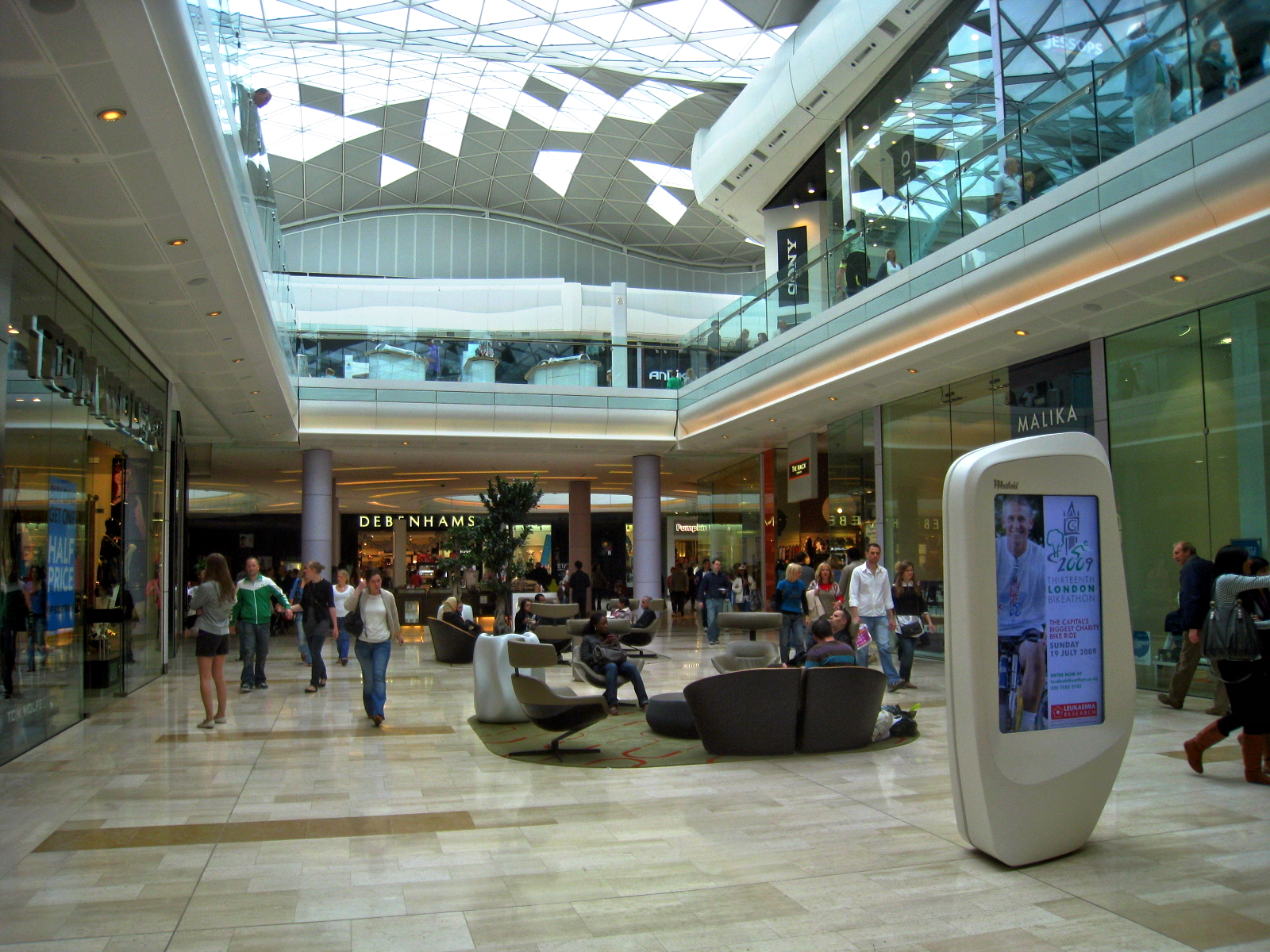
Interior
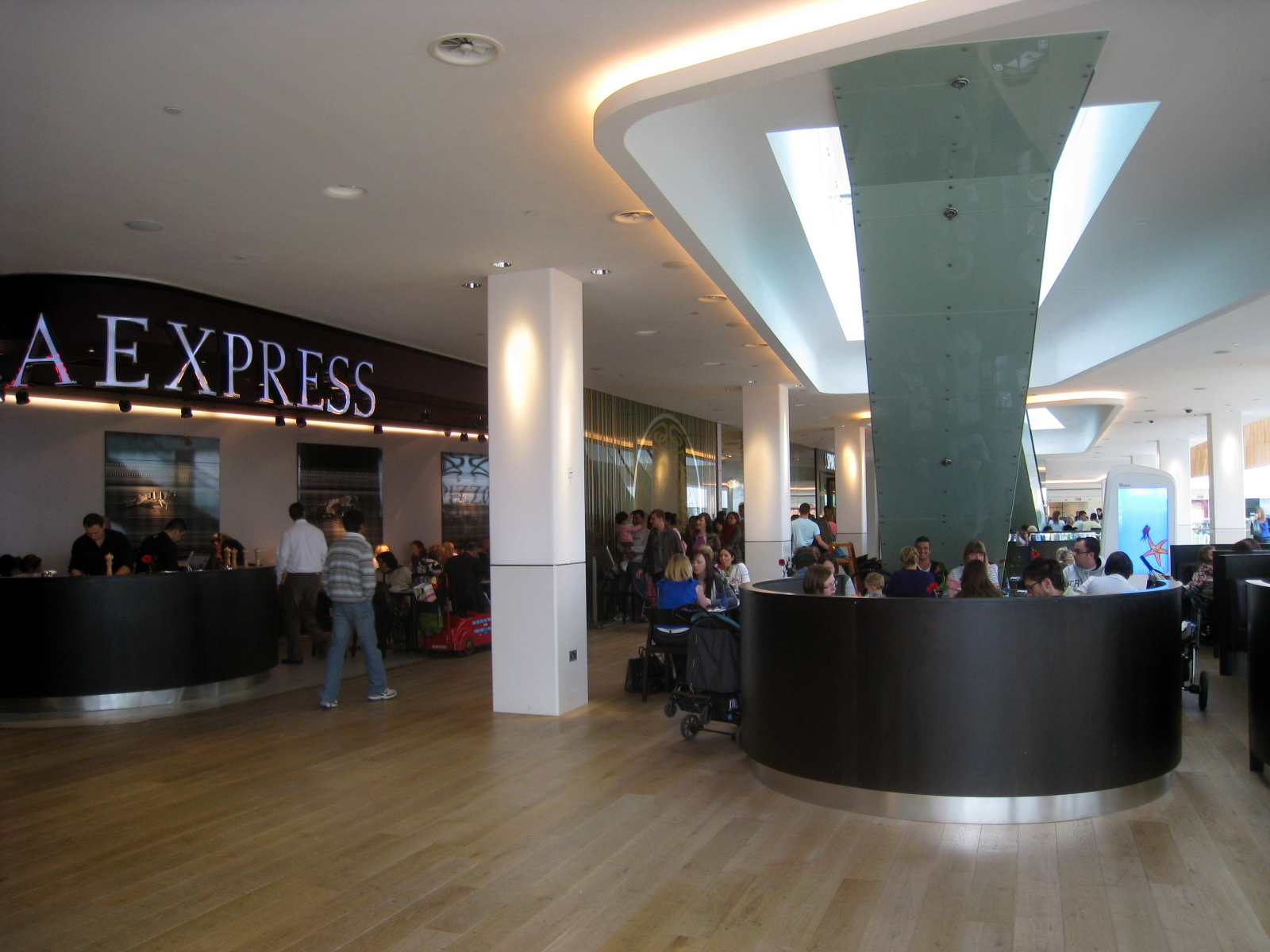
The Loft